# Pokhoronite menja za plintusom
Pokhoronite menja za plintusom (russisk: Похороните меня за плинтусом) er en russisk spillefilm fra 2009 af Sergej Snezjkin.

## Medvirkende
- Aleksandr 'Sasja' Drobitko
- Svetlana Krjutjkova
- Aleksej Petrenko
- Marija Sjuksjina
- Konstantin Vorobjov - Tolik